# Blahodatne, Ivanivka
Blahodatne (în ucraineană Благодатне) este localitatea de reședință a comunei Blahodatne din raionul Ivanivka, regiunea Herson, Ucraina.

## Demografie
Componența lingvistică a localității Blahodatne
     Ucraineană (95,7%)
     Rusă (3,86%)
     Alte limbi (0,33%)
Conform recensământului din 2001, majoritatea populației localității Blahodatne era vorbitoare de ucraineană (95,7%), existând în minoritate și vorbitori de rusă (3,86%).